# 竹内卓哉
竹内 卓哉（たけうち たくや、1967年3月30日 - ）は北海道小樽市出身の元スキージャンプ選手。
小樽忍路中学校－余市高校－東洋実業グループ。元スキージャンプ選手で全日本コーチも務めた竹内元康は実兄。
1991年ノルディックスキー世界選手権ラージヒルに出場し23位だった。

## 日本国内での主な競技成績
- 1987.03.08(日) 第37回秩父宮賜杯スキー大会 成年の部優勝
- 1989.02.15(水) 第16回HTB杯ジャンプ大会 成年の部優勝
- 1989.03.29(水) 第17回野沢温泉ジャンプ大会 成年の部優勝
- 1990.12.23(土) 第21回名寄ピヤシリジャンプ大会 成年の部優勝
- 1991.02.24(日) 第62回宮様スキー大会国際競技会（ラージヒル） 成年の部優勝
- 1995.02.22(火) 第50回国民体育大会冬季大会 成年Ｂ優勝